# Caimanera
Caimanera ist eine Stadt und ein Municipio im Südosten Kubas und gehört zur Provinz Guantánamo.

## Geschichte
Vor der Ankunft der spanischen Eroberer unter Christoph Kolumbus, der die Bahía de Guantánamo 1494 erreichte und ihr den Namen Puerto Grande („großer Hafen“) gab, siedelten in dem Gebiet des heutigen Municipios bereits Ureinwohner, die vor allem vom Fischfang lebten. Während der Kolonialzeit blieb die Gegend dünn besiedelt, erst nach dem Bau verschiedener Militärposten und dem Ausbau des Schienennetzes der Eisenbahn in der zweiten Hälfte des 19. Jahrhunderts entstand der heutige Hauptort Caimanera. Seit der Besetzung der Bucht durch die US-amerikanische Marine 1898 während des Spanisch-Amerikanischen Krieges und der nachfolgenden dauerhaften Einrichtung des Militärstützpunktes Guantanamo Bay Naval Base hat dieser das Leben in Caimanera entscheidend geprägt. 
Nach der von Fidel Castros Bewegung des 26. Juli angeführten Kubanischen Revolution von 1959 und der anschließenden Einrichtung eines realsozialistischen Herrschaftssystems unter Kontrolle der Kommunistischen Partei wurde Caimanera zum einzigen Ort, an dem sich bis heute entlang der Grenze des US-Stützpunktes kubanische und US-amerikanische Soldaten direkt gegenüberstehen. Höchste Alarmbereitschaft bestand hier während der Kubakrise 1962. Kuba stationierte im Municipio ein seit 1959 schrittweise vergrößertes Grenzschutzregiment, als viele Kubaner den US-Stützpunkt als Ziel von Fluchtversuchen wählten. Die Bewohner des der Grenzlinie am nächsten gelegenen Ortes Boquerón wurden 1973 von den kubanischen Behörden in den ab 1970 neu angelegten Ort Mártires de la Frontera („Märtyrer der Grenze“) umgesiedelt, der zwei Kilometer nördlich des weiter betriebenen Hafens von Boquerón liegt.
Am 6. Mai 2023 wurde die Kleinstadt Schauplatz einer der raren Anti-Regierungsprotesten in Kuba. Im ganzen Land wurde daraufhin für mehrere Stunden das Internet abgeschaltet, um ein Ausweiten auf andere Städte, wie bei den landesweiten Unruhen im Juli 2021 zu verhindern. Die Proteste wurden schnell von Spezialeinheiten des Innenministeriums beendet. Offiziellen Statements zufolge hätten lediglich einige alkoholisierte Personen „Parolen gegen den sozialen Prozess in Kuba“ gerufen, die die Anwesenheit staatlicher Ordnungskräfte erforderte.

## Geografie
Das Municipio Caimanera hat eine Gesamtfläche von 360,58 km². Es wird im Süden durch die Karibik bzw. den Atlantischen Ozean begrenzt. Umgeben wird Caimanera von den Municipios Niceto Pérez im Westen, Guantánamo im Norden, Manuel Tames im Nordosten und San Antonio del Sur im Osten.
Das Municipio umschließt die gesamte Bucht von Guantánamo mit der US-amerikanischen Militärbasis einschließlich des dort betriebenen Gefangenenlagers. Der einzige reguläre Zugangspunkt zum Stützpunkt auf dem Landweg ist das als Grenzübergang genutzte Nordosttor in der Nähe des Hafens Boquerón.

## Verkehr
Das Municipio Caimanera wird im Osten von der Carretera Central durchquert, die es sowohl mit der Provinzhauptstadt Guantánamo als auch der Stadt Baracoa verbindet. Am Hafen Puerto Boquerón befindet sich der Kilometerpunkt 0 und damit der südöstlichste Bahnhof des kubanischen Ferneisenbahnnetzes. Aufgrund mangelnder Maßnahmen zum Unterhalt des Streckenabschnitts konnte dieser jedoch ab Ende der 1990er Jahre für mehr als 15 Jahre nicht mehr für den Güterverkehr genutzt werden, bevor er 2013 mit umfangreichen Sanierungsmaßnahmen begonnen wurde.
Caimanera-Stadt ist über eine separate Straße direkt mit Guantánamo verbunden, unterliegt als Grenzgebiet jedoch besonderen Zugangsbeschränkungen der kubanischen Behörden: Nicht-Einwohner dürfen einen an der Zufahrtsstraße zum Ort gelegenen Kontrollposten nur mit einer vorab zu beantragenden Sondererlaubnis passieren. Dasselbe gilt für die Ortschaft Boquerón (offiziell: Mártires de la Frontera) am gegenüberliegenden Ufer der Bucht.

## Wirtschaft
Größter Wirtschaftsfaktor des Municipios ist der Hafen von Boquerón, der wichtigste Hafen der Provinz Guantánamo. Er liegt am östlichen Ufer der Bucht, unmittelbar nördlich der US-Marinebasis. 1975 wurde hier ein mit deutscher Technologie gebautes Verladeterminal für Zucker eingeweiht, das für die mechanisierte Verschiffung der gesamten zum Export bestimmten Produktion der Zuckerfabriken der Provinzen Santiago de Cuba und Guantánamo eingerichtet war. Über den Hafen werden hauptsächlich Reis, Zement und Düngemittel importiert. Zwischen 2006 und 2010 war der Hafen wegen notwendiger Sanierungsarbeiten am Pier stillgelegt, was zu hohen Mehrkosten durch den auf dem Landweg abgewickelten Güterverkehr führte.
Im Gebiet der Ortschaften Glorieta und Boquerón liegen wichtige Salzabbaustätten, deren Produkte in der Salzfabrik Joa verarbeitet werden, die sich ebenfalls in Glorieta befindet. Salz aus zwei Abbaustätten im benachbarten Municipio San Antonio wird dort ebenfalls verarbeitet. Alle Salzminen des Landes wurden 1961 verstaatlicht.
Das in und um Caimanera wie in weiten Teilen Kubas stark verbreitete invasive Unholz des Marabú-Strauchs (Dichrostachys cinerea), das auf ehemals bewirtschafteten landwirtschaftlichen Nutzflächen gedeiht, wird in Caimanera erfolgreich zu für den Export geeigneter, hochwertiger Holzkohle verarbeitet, wobei die vom Marabú befreiten Böden gleichzeitig zum Schutz vor Neubefall bepflanzt werden.
Seit 1996 verfügt das Municipio mit Radio Bahía über einen eigenen Hörfunksender, der über Ultrakurzwelle empfangbar ist und täglich von 8 bis 20 Uhr ein gemischtes Programm ausstrahlt. 2007 wurde das Angebot durch eine Webseite ergänzt, über die Nachrichten aus Caimanera nun auch weltweit abgerufen werden können. Der vom Staat betriebene Sender hat 43 Mitarbeiter.
Als Kompensation für die erschwerten Lebensbedingungen in der Hochsicherheitszone erhalten die Bewohner von Caimanera vom kubanischen Staat besondere Geldzuschüsse.